# Linzagolix
Linzagolix ist ein Arzneistoff zur Linderung von Beschwerden im Zusammenhang mit Erkrankungen wie Gebärmuttermyomen und Endometriose. In der EU wurde 2022 die Zulassung zur symptomatischen Behandlung des Uterusmyoms, eines gutartigen Tumors der Gebärmutter erteilt (Handelsname Yselty, von ObsEva). Experimentell wird er zudem bei Endometriose angewendet, einer Erkrankung, bei der gebärmutterschleimhautartiges Gewebe außerhalb der Gebärmutterhöhle vorkommt. 
Linzagolix wirkt als GnRH-Rezeptorantagonist. Der Wirkstoff wird pharmazeutisch als Linzagolix-Cholin eingesetzt und kann oral gegeben werden.

## Wirkungsmechanismus
Linzagolix ist eine niedermolekulare, nicht-peptidische Verbindung. Sie wirkt selektiv antagonistisch an den GnRH-Rezeptoren (Gonadotropin-Releasing-Hormon-Rezeptoren) in der Hypophyse. Der GnRH-Rezeptor ist ein Rezeptor für das Hypothalamus-Hormon GnRH, durch welches die Hypophyse zur Freisetzung von LH und FSH stimuliert wird, die wiederum die Funktion der Eierstöcke regulieren. 
Linzagolix beeinflusst durch Bindung an die GnRH-Rezeptoren den Hypothalamus-Hypophysen-Gonaden-Regulationsweg.

## Therapeutische Verwendung
Linzagolix ist angezeigt zur Behandlung von mittelschweren bis schweren Symptomen von Uterusmyomen (Uterusfibroid, Leiomyom) bei erwachsenen Frauen im gebärfähigen Alter. Da Uterusmyome mit starken Menstruationsblutungen einhergehen können, ist der Hauptnutzen eine Verminderung des monatlichen Blutverlusts. Das Mittel kann mit oder ohne hormonelle Zusatztherapie angewendet werden.

### Klinische Prüfung
Die Zulassungsempfehlung zum Einsatz bei Uterusmyomen basiert auf den Daten der klinischen Phase-3-Studien PIMROSE 1 (n = 574) und PIMROSE 2 (n = 535), in denen Linzagolix in Dosierungen von 100 mg bzw. 200 mg gegeben wurde, mit oder ohne hormonelle Zusatztherapie (Estradiol plus Norethisteronacetat als Add-back-Therapie, ABT). Beide Studien umfassten einen 52-wöchigen Behandlungszeitraum, gefolgt von einem 6-monatigen Follow-up-Zeitraum. Der primäre Endpunkt war die Reduktion der Schwere des monatlichen menstruationsbedingten  Blutverlusts; das Ansprechen auf die Therapie war definiert als ein monatlicher Blutverlust von weniger als 80 ml und eine Reduktion des Blutverlusts um mindestens 50 % gegenüber dem Ausgangswert, gemessen mit der Alkali-Hämatin-Methode.
Die gepoolten Ergebnisse aus den beiden Studien für die Woche 52 zeigten, dass 56,4 % der Frauen, die 100 mg Linzagolix als Monotherapie erhielten, den primären Endpunkt erreichten. Bei einer Dosis von 200 mg plus ABT lag die Ansprechrate bei 89,3 %.

### Nebenwirkungen und Anwendungsbeschränkungen
Die häufigsten Nebenwirkungen sind Hitzewallungen und Kopfschmerzen.

### Potentielle Anwendungsgebiete
In den EDELWEISS-Studien wird Linzagolix zur Behandlung von Endometriose-assoziierten Schmerzen getestet.

## Sonstiges

Strukturformel von Linzagolix-Cholin

Das Schweizer Pharmaunternehmen ObsEva hat Linzagolix im Jahr 2015 von der japanischen Firma Kissei Pharmaceutical für die Entwicklung und Vermarktung außerhalb Asiens einlizenziert.
Der Wortstamm -golix im Namen „Linzagolix“ charakterisiert nicht-peptidische Verbindungen, die als GnRH-Rezeptorantagonisten wirken. Weitere Vertreter der Substanzklasse, die bereits therapeutisch eingesetzt werden, sind Elagolix und Relugolix.